# Lin Yi-yin
Lin Yi-yin, född 11 maj 1973, är en taiwanesisk bågskytt. Hon deltog vid olympiska sommarspelen 1992, olympiska sommarspelen 1996 och olympiska sommarspelen 2000.